# Popica
Popica (bułg. Попица) – wieś w Bułgarii, w obwodzie Wraca, w gminie Bjała Słatina. Według danych szacunkowych Ujednoliconego Systemu Ewidencji Ludności oraz Usług Administracyjnych dla Ludności, 15 czerwca 2020 roku miejscowość liczyła 1 779 mieszkańców.